# Чень Шичжун
Чень Шичжун (кит. трад.: 陳時中; піньїнь: Chén Shízhōng, грудень 1952, Тайбей) — тайваньський політик і лікар-стоматолог, який обіймав посаду міністра охорони здоров'я та соціального забезпечення з 2017 по 2022 рік, отримавши широке визнання у 2020 році як публічне обличчя зусиль Тайваню в боротьбі з поширенням COVID-19. Він був кандидатом від Демократичної прогресивної партії на посаду мера Тайбея на виборах 2022 року.

## Ранні роки життя
Чень Шичжун закінчив Школу стоматології Тайбейського медичного коледжу в 1977 році.

## Початок кар'єри
Чень Шичжун став директором Асоціації стоматологів міста Тайбей у 1987 році і залишався на цій посаді, доки його не підвищили до виконавчого директора в 1991 році. У 1993—1995 роках він був президентом асоціації. У 1995—1999 роках він був президентом Тайванської стоматологічної асоціації, а в 1995—2005 роках — виконавчим директором і генеральним директором асоціації.

## Політична кар'єра
У 1995—1996 роках Чень Шичжун був уповноваженим комісії з медичного огляду Департаменту охорони здоров'я уряду міста Тайбей. У 1993—1998 та 1999—2000 роках він був уповноваженим консультативної комісії стоматологів Департаменту охорони здоров'я. У 1996—1999 та 2005—2006 роках був уповноваженим Національного комітету з нагляду за медичним страхуванням міністерства охорони здоров'я. У той же час (1996—2008) він також був уповноваженим комітету з переговорів щодо медичних витрат національного медичного страхування міністерства охорони здоров'я.

### Міністерство охорони здоров'я та соціального забезпечення
На прес-конференції після приведення до присяги як міністра охорони здоров'я та соціального забезпечення 8 лютого 2017 року Чень заявив, що продовжуватиме поточну політику міністерства, та намагатиметься уникнути великих кадрових змін.

### Всесвітня асамблея охорони здоров'я 2017
20 травня 2017 року Чень Шичжун прилетів до Женеви, і прибув, незважаючи на відсутність запрошення для участі у Всесвітній асамблеї охорони здоров'я у 2017 році, та за підтримки міністерства закордонних справ Тайваню та неурядової організації провів низку заходів, такі як прес-конференція, інтерв'ю та «Тайванська ніч».

### Пандемія COVID-19
Чень став широко відомим на Тайвані як головний доповідач на щоденних прес-конференціях, які проводять Тайванські центри з контролю та профілактики захворювань. Його рейтинг схвалення в опитуванні, опублікованому 26 березня 2020 року, становив 91 %. Опитування, проведене 26 квітня 2022 року, показало, що жителі Тайваню розділилися щодо політики уряду щодо «співіснування з COVID-19», причому дещо більше людей було проти, ніж «за». Серед респондентів 46,3 % відповіли, що не схвалюють політику, а 45 % висловили схвалення.
7 травня 2022 року Тайвань повідомив про 46377 нових випадків хвороби, обігнавши США як країну з найбільшою щоденною кількістю нових випадків хвороби. Чень сказав, що Тайвань знаходиться на шляху до досягнення 100 тисяч нових випадків хвороби щодня.
12 червня 2020 року у Ченя Шичжуна підтвердився позитивний результат тестування на COVID-19, а 24 червня він одужав.

## Подальша політична кар'єра
Чень Шичжун був названий кандидатом від Демократичної прогресивної партії на посаду мера Тайбея в липні 2022 року. 14 липня 2022 року Чень оголосив про свою відставку з міністерства охорони здоров'я та соціального забезпечення, посилаючись на необхідність зосередитися на своїй першій виборчій кампанії. Він офіційно пішов у відставку 18 липня 2022 року. На виборах, що відбулися 26 листопада 2022 року, Чень програв Чан Ван Аню.

## Особисте життя
Чень Шичжун має двох дітей. У його родині також є собака Єнпа.